# 雷克斯·吉爾羅伊
雷克斯·吉爾羅伊（英語：Rex Gilroy，1943年11月9日—）是澳洲的神秘動物學專家，以對傳說生物「幽威」的尋找與研究而出名，據稱已記錄了3000多個與幽威相關的報告。
雷克斯與其妻子希瑟數十年年來致力於尋找澳洲原住民神話中的生物「幽威」。1976年成立澳洲幽威研究中心，並擔任該中心的主任。雷克斯聲稱他已鑑定出四種不同的幽威物種；並認為北美洲的大腳怪是澳洲幽威的遠親。

## 外部連結
- Mysterious Australia （页面存档备份，存于）（英文）